# Tầng Tortona
| Hệ/ Kỷ                                 | Thống/ Thế   | Bậc/ Kỳ    | Tuổi (Ma) | Tuổi (Ma) |
| -------------------------------------- | ------------ | ---------- | --------- | --------- |
| Đệ Tứ                                  | Pleistocen   | Gelasia    | trẻ hơn   | trẻ hơn   |
| Neogen                                 | Pliocen      | Piacenza   | 2.588     | 3.600     |
| Neogen                                 | Pliocen      | Zancle     | 3.600     | 5.333     |
| Neogen                                 | Miocen       | Messina    | 5.333     | 7.246     |
| Neogen                                 | Miocen       | Tortona    | 7.246     | 11.63     |
| Neogen                                 | Miocen       | Serravalle | 11.63     | 13.82     |
| Neogen                                 | Miocen       | Langhe     | 13.82     | 15.97     |
| Neogen                                 | Miocen       | Burdigala  | 15.97     | 20.44     |
| Neogen                                 | Miocen       | Aquitane   | 20.44     | 23.03     |
| Paleogen                               | Thế Oligocen | Chatti     | già hơn   | già hơn   |
| Phân chia kỷ Neogen theo ICS năm 2017. |              |            |           |           |

Tầng Tortona trong niên đại địa chất là kỳ gần cuối của thế Miocen, và trong thời địa tầng học là bậc  gần cuối của thống Miocen. Kỳ Tortona tồn tại từ ~ 11.63 Ma đến 7.246 Ma (Ma: Megaannum, triệu năm trước).
Kỳ Tortona kế tục kỳ Serravalle, và tiếp sau là kỳ Messina của cùng thế Miocen.